# Giritirta
Giritirta is een bestuurslaag in het regentschap Banjarnegara van de provincie Midden-Java, Indonesië. Giritirta telt 2607 inwoners (volkstelling 2010).